# Ильинка (Алексеевский район)
Ильинка — село в Алексеевском районе (городском округе, с 2018) Белгородской области, центр Ильинского сельского поселения.

## География
Село расположено в восточной части области, на реке Тихая Сосна вблизи западных окраин Алексеевки (6 км от центра города). Ближайшая железнодорожная станция ЮВЖД — «71 км».
Улицы и переулки
- ул. Березовая
- ул. Гайдара
- ул. Гумилёва
- ул. Зайцева
- ул. Западная
- ул. Заречная
- ул. Комарова
- ул. Крамского
- ул. Крымская
- ул. Ленина
- ул. Меловая
- ул. Молодежная
- ул. Новая
- Новый пер.
- ул. Октябрьская
- ул. Свободы
- ул. Советская (дореволюц. назв. — 3-я Сотня)
- Советский пер.
- ул. Чайковского
- ул. Шолохова

## История
Село Ильинка возникло, как и многие другие населенные пункты в западной части Алексеевского района, в первой половине 18-го века. Своё название бывшая слобода Ильинка получила после строительства в 1773 году деревянной церкви во имя Пророка Илии, имя которого носил владелец поселения Илья Александров — воевода уездного города Усерда (ныне село Стрелецкое Красногвардейского района).
Упоминается в Памятной книжке Воронежской губернии за 1887 год как «слобода Ильинская» Иловской волости Бирюченского уезда. Число жителей обоего пола — 2385, число дворов — 328.

## Население
| 1859 | 1897  | 2002  | 2010  |
| ---- | ----- | ----- | ----- |
| 1594 | ↗2271 | ↘1332 | ↘1308 |

## Образование
В селе действует Муниципальное бюджетное общеобразовательное учреждение «Ильинская средняя общеобразовательная школа».

## Религия
Ильинка относится к Валуйско-Алексеевской епархии.
В селе действует храм Пророка Илии.

## Памятники и мемориалы
Братская могила советских воинов, погибших в боях с фашистскими захватчиками в 1943 году.

## Известные люди
Пушкарский, Иван Яковлевич (1857 - ?) — депутат Государственной думы Российской империи I созыва от Воронежской губернии, крестьянин.